# Ла-Ліга 1932—1933
Сезон 1932–33 в Ла Лізі — футбольне змагання у найвищому дивізіоні чемпіонату Іспанії, що проходило між 27 листопада 1932 та 28 березня 1933 року. Став 5-м турніром з моменту заснування Ла Ліги. Участь у змаганні взяли 10 команд, які провели одна з одною по дві гри — одній вдома та одній у гостях. Одна найгірша за результатами сезону команда вибула до Сегунди.
Переможцем турніру став клуб «Мадрид», який захистив свій чемпіонський титул попереднього сезону і для якого ця перемога в національній першості стала другою в історії.  
| Чемпіон Іспанії 1932/1933 |
| ------------------------- |
| «Мадрид» 2-й титул        |

## Підсумкова турнірна таблиця
|                  |     | Турнірна таблиця 1932-33 | О  | І  | В  | Н | П  | М+ | М- | РМ  |
| ---------------- | --- | ------------------------ | -- | -- | -- | - | -- | -- | -- | --- |
| Чемпіон Іспанії  | 1.  | «Мадрид»                 | 28 | 18 | 13 | 2 | 3  | 49 | 17 | +32 |
|                  | 2.  | «Атлетик» (Більбао)      | 26 | 18 | 13 | 0 | 5  | 63 | 30 | +33 |
|                  | 3.  | «Еспаньйол»              | 22 | 18 | 10 | 2 | 6  | 33 | 30 | +3  |
|                  | 4.  | «Барселона»              | 19 | 18 | 7  | 5 | 6  | 42 | 34 | +8  |
|                  | 5.  | «Бетіс»                  | 17 | 18 | 6  | 5 | 7  | 31 | 45 | -14 |
|                  | 6.  | «Доностія»               | 15 | 18 | 6  | 3 | 9  | 41 | 47 | -6  |
|                  | 7.  | «Аренас»                 | 14 | 18 | 5  | 4 | 9  | 39 | 44 | -5  |
|                  | 8.  | «Расінг» (Сантандер)     | 14 | 18 | 6  | 2 | 10 | 47 | 58 | -11 |
|                  | 9.  | «Валенсія»               | 13 | 18 | 4  | 5 | 9  | 34 | 53 | -19 |
| Вибув до Сегунди | 10. | «Алавес»                 | 12 | 18 | 5  | 2 | 11 | 21 | 42 | -21 |

## Результати
|                      | Аре | Ат(Б) | Бар | Бет | Ала | Дон | Есп | Мад | Рас | Вал |
| «Аренас»             |     | 4-2   | 5-1 | 3-3 | 3-0 | 6-0 | 0-2 | 1-5 | 2-1 | 2-2 |
| «Атлетик» (Більбао)  | 3-1 |       | 1-3 | 9-1 | 4-0 | 1-2 | 0-2 | 0-2 | 9-5 | 8-2 |
| «Барселона»          | 5-2 | 2-3   |     | 4-1 | 2-0 | 3-2 | 1-1 | 1-1 | 4-0 | 4-2 |
| «Бетіс»              | 1-1 | 1-5   | 2-1 |     | 3-1 | 4-2 | 1-2 | 0-0 | 3-2 | 3-2 |
| «Алавес»             | 1-1 | 0-2   | 2-1 | 2-0 |     | 1-0 | 1-0 | 0-1 | 8-2 | 1-1 |
| «Доностія»           | 2-1 | 2-4   | 2-2 | 2-2 | 3-1 |     | 6-1 | 1-2 | 8-0 | 4-1 |
| «Еспаньйол»          | 3-2 | 2-5   | 2-1 | 1-2 | 3-1 | 3-0 |     | 2-1 | 2-1 | 5-2 |
| «Мадрид»             | 8-2 | 0-1   | 2-1 | 4-1 | 2-0 | 6-2 | 2-0 |     | 4-1 | 6-0 |
| «Расінг» (Сантандер) | 2-1 | 0-1   | 4-4 | 2-2 | 9-0 | 7-1 | 3-1 | 4-2 |     | 2-0 |
| «Валенсія»           | 3-2 | 1-5   | 2-2 | 2-1 | 5-2 | 2-2 | 1-1 | 0-1 | 6-2 |     |

## Бомбардири
Найкращим бомбардиром Прімери сезону 1932–33 став нападник клубу-чемпіона країни «Мадрида» Мануель Оліварес, який протягом чемпіонату 16 разів відзначався забитими голами.  
Найкращі бомбардири сезону:
|  | Голів | Бомбардир           | Команда             |
|  | ----- | ------------------- | ------------------- |
|  | 16    | Мануель Оліварес    | «Мадрид»            |
|  | 15    | Агустін Сауто       | «Атлетик» (Більбао) |
|  | 14    | Хосе Ірарагоррі     | «Атлетик» (Більбао) |
|  | 14    | Гільєрмо Горостіса  | «Атлетик» (Більбао) |
|  | 13    | Франсіско Іріондо   | «Аренас»            |
|  | 13    | Луїс Регейро        | «Мадрид»            |
|  | 12    | Хуан Рамон          | «Барселона»         |
|  | 12    | Сантьяго Уртісбереа | «Доностія»          |
|  | 11    | Вікторіо Унамуно    | «Атлетик» (Більбао) |
|  | 11    | Анхель Ароча        | «Барселона»         |
|  |       |                     |                     |

## Чемпіони
Футболісти «Реала», які протягом турніру були гравцями основного складу:
- Рікардо Самора (18 матчів)
- Хасінто Кінкосес (18)
- Сіріако Еррасті (16)
- Хуан Іларіо (18, 5 голів)
- Педро Регейро (18)
- Луїс Регейро (17, 13)
- Луїс Вальє (17)
- Мануель Гурручага (14, 2)
- Еухеніо Іларіо (16, 6)
- Мануель Оліварес (14, 16)
- Луїс Олясо (10, 2)

Резерв: Леонсіто (8), Хосеп Самітьєр (6, 3), Хайме Ласкано (4, 2), Фелікс Квесада (2), Едуардо Ордоньєс (1), Франсиско Гомес (1).
Тренер: Роберт Ферт.

## Рекорди сезону
- Найбільше перемог: «Мадрид», «Атлетик» (Більбао) (13)
- Найменше поразок: «Мадрид» (3)
- Найкраща атака: «Атлетик» (Більбао) (63 забито)
- Найкращий захист: «Мадрид» (17 пропущено)
- Найкраща різниця голів: «Атлетик» (Більбао) (+33)

- Найбільше нічиїх: «Барселона», «Бетіс», «Валенсія» (5)
- Найменше нічиїх: «Атлетик» (Більбао) (0)

- Найбільше поразок: «Алавес» (11)
- Найменше перемог: «Валенсія» (4)

- Найгірша атака: «Алавес» (21 забито)
- Найгірший захист: «Расінг» (Сантандер) (58 пропущено)
- Найгірша різниця голів: «Алавес» (-21)